# St. Laurentius (Leutesdorf)

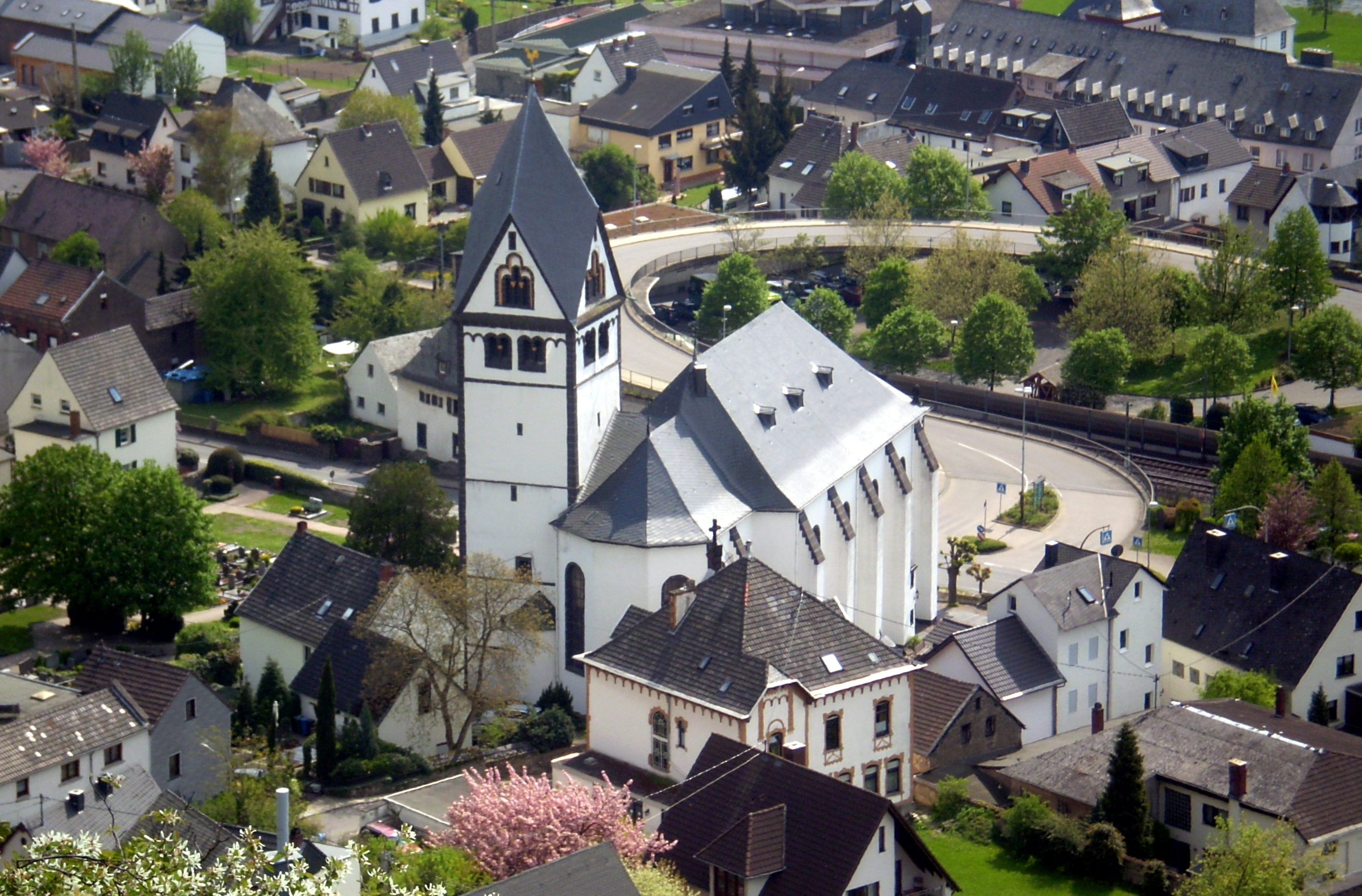
Pfarrkirche St. Laurentius

Die Pfarrkirche St. Laurentius ist ein römisch-katholischer Sakralbau in der Ortsgemeinde Leutesdorf im Landkreis Neuwied in Rheinland-Pfalz.

## Geschichte und Ausstattung

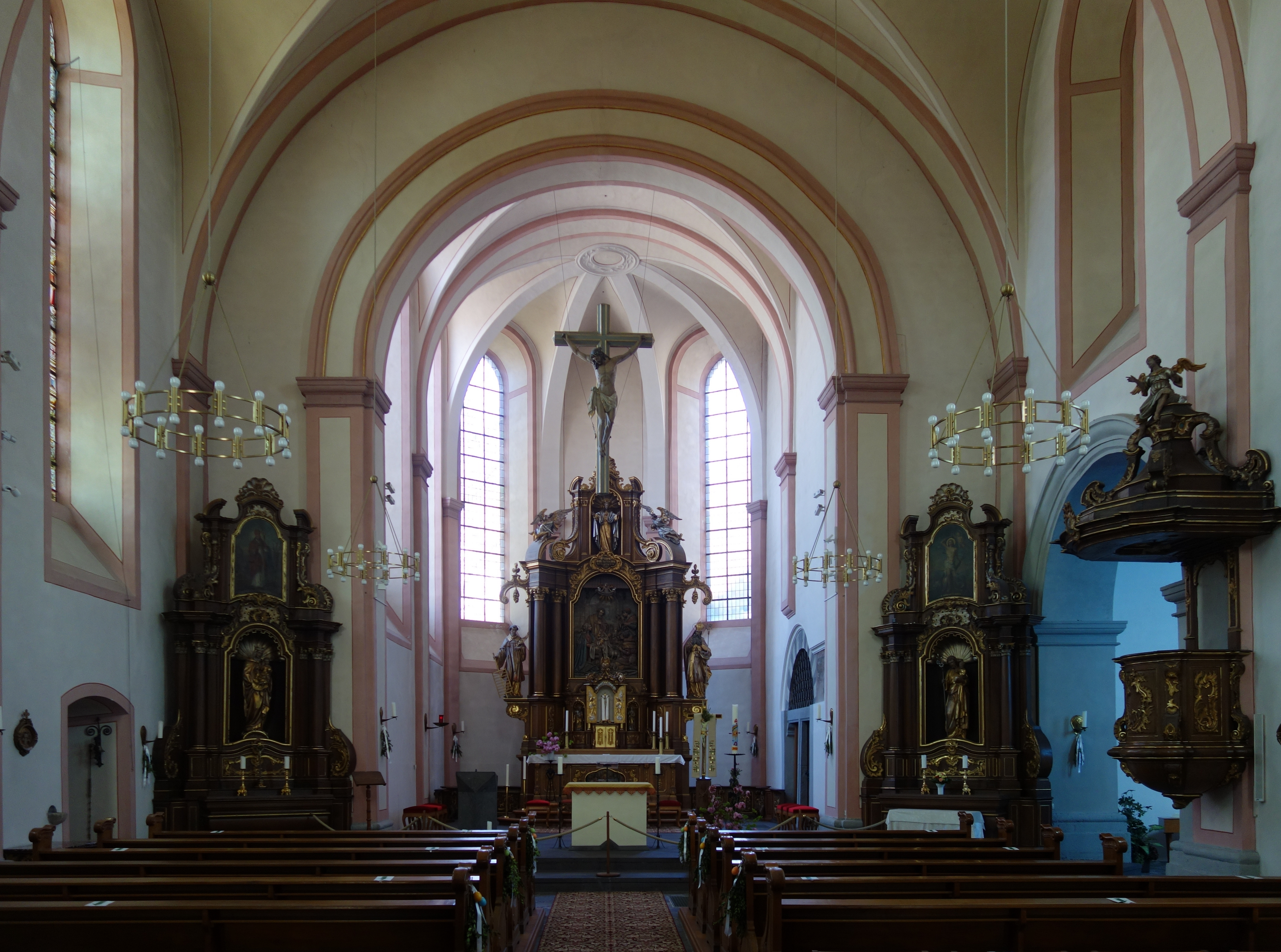
Innenraum

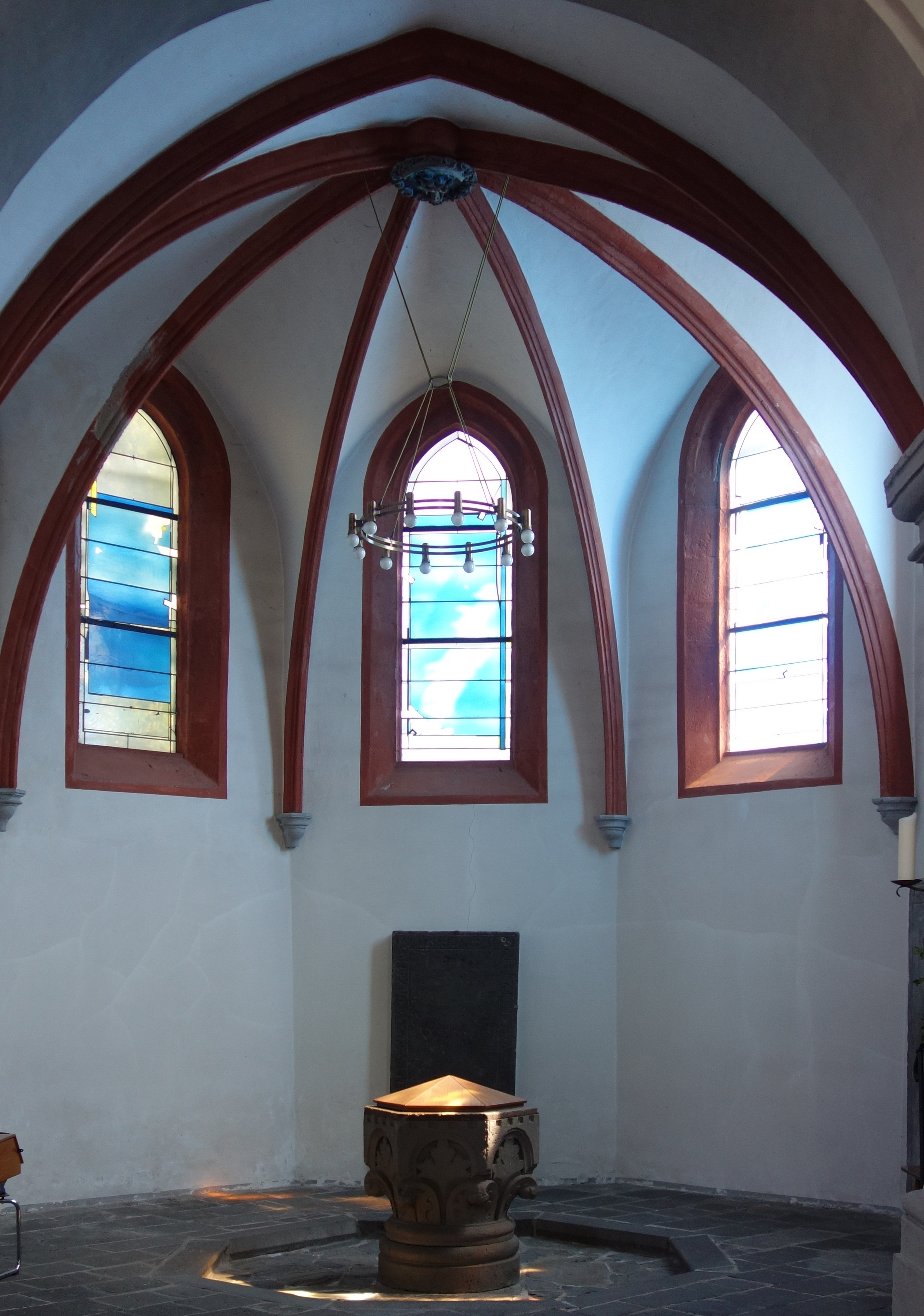
Taufkapelle

Schon 1157 gab es in Leutesdorf, das ursprünglich zur Pfarrei Andernach gehörte, nachweislich einen Pfarrer. Eine zweischiffige Hallenkirche wurde bereits in frühromanischer Zeit gebaut und im 15. Jahrhundert um einen gotischen Anbau erweitert. Es handelt sich um den 1450 entstandenen gotischen Chorraum, der heute als Taufkapelle genutzt wird. Das Taufbecken stammt aus der Mitte des 13. Jahrhunderts.
In den Jahren 1728 bis 1730 wurde ein neues Langhaus errichtet. Es ist saalförmig und hat vier schmale Kreuzgratgewölbe mit Medaillons im Scheitel und einem Chor, der schmaler und niedriger ist als das Schiff. Rechts im Chor ist ein um 1500 entstandenes Fresko mit der Darstellung der Leidenswerkzeuge zu sehen.
Der Turm, der Anfang des 13. Jahrhunderts entstand und früher als Wehrturm diente, wurde beibehalten. In ihm befindet sich ein romanisches Fresko. Die möglicherweise älteren unteren vier Turmgeschosse sind ungegliedert, während das fünfte durch einen Rundbogenfries verbundene Eck- und Mittellisenen besitzt. Das unterste kreuzgratgewölbte Turmgeschoss beherbergte früher die Sakristei, die sich heute in einem Anbau befindet. Jede Turmseite hat zwei Zwillingsfenster. Die Turmgiebel tragen ein Rautendach und weisen jeweils eine dreiteilige Arkade auf.
Den Abschluss der Westfront bildet ein flacher Giebel. Das Kirchenportal ist von Pilastern gerahmt.
Der barock wirkende Hochaltar wurde 1908 von den Gebrüdern Port aus Münstermaifeld errichtet. Das Relief stellt die Anbetung der Heiligen drei Könige dar. Aus der Erbauungszeit stammen die beiden Seitenaltäre und die Kanzel.

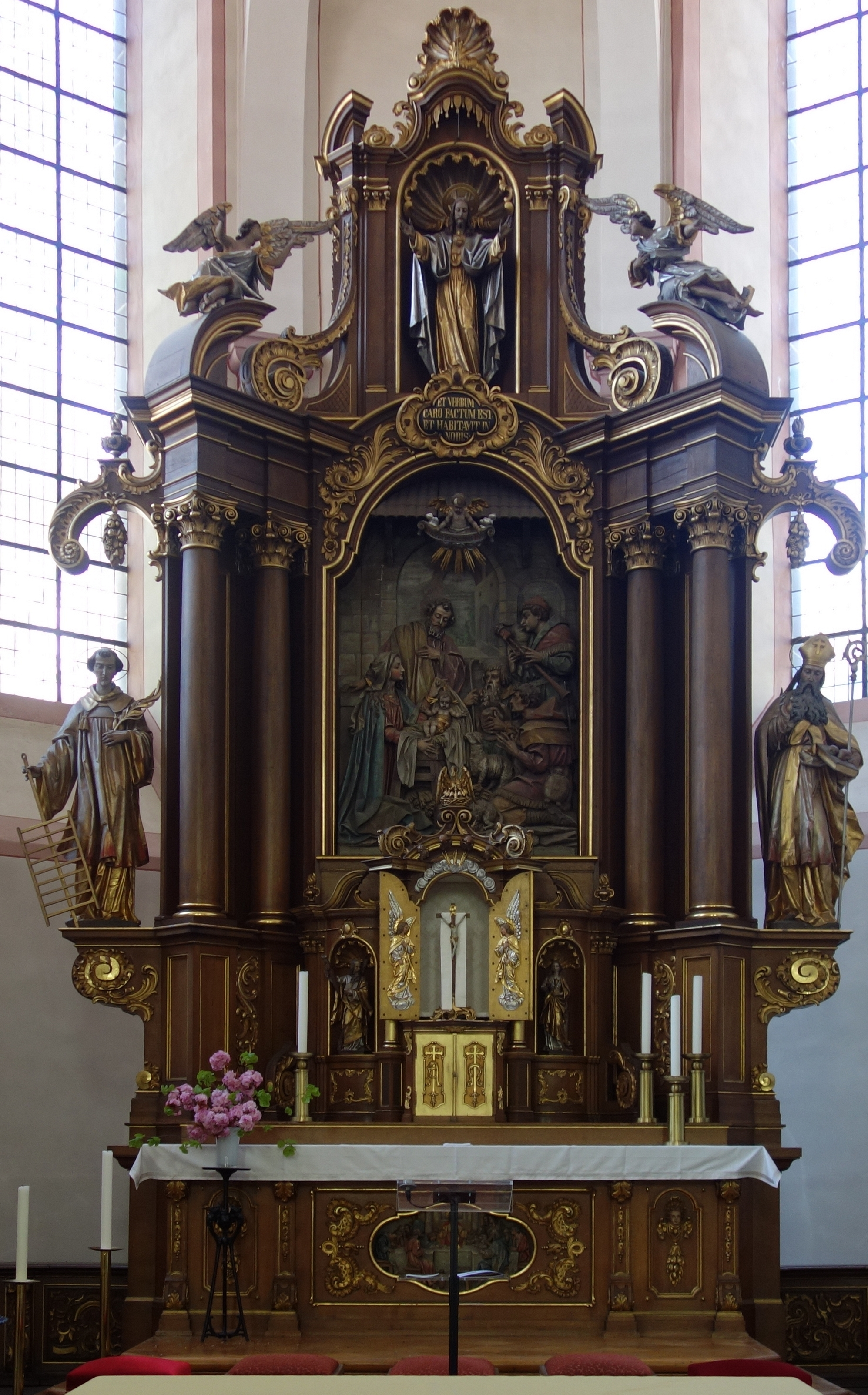
Hochaltar
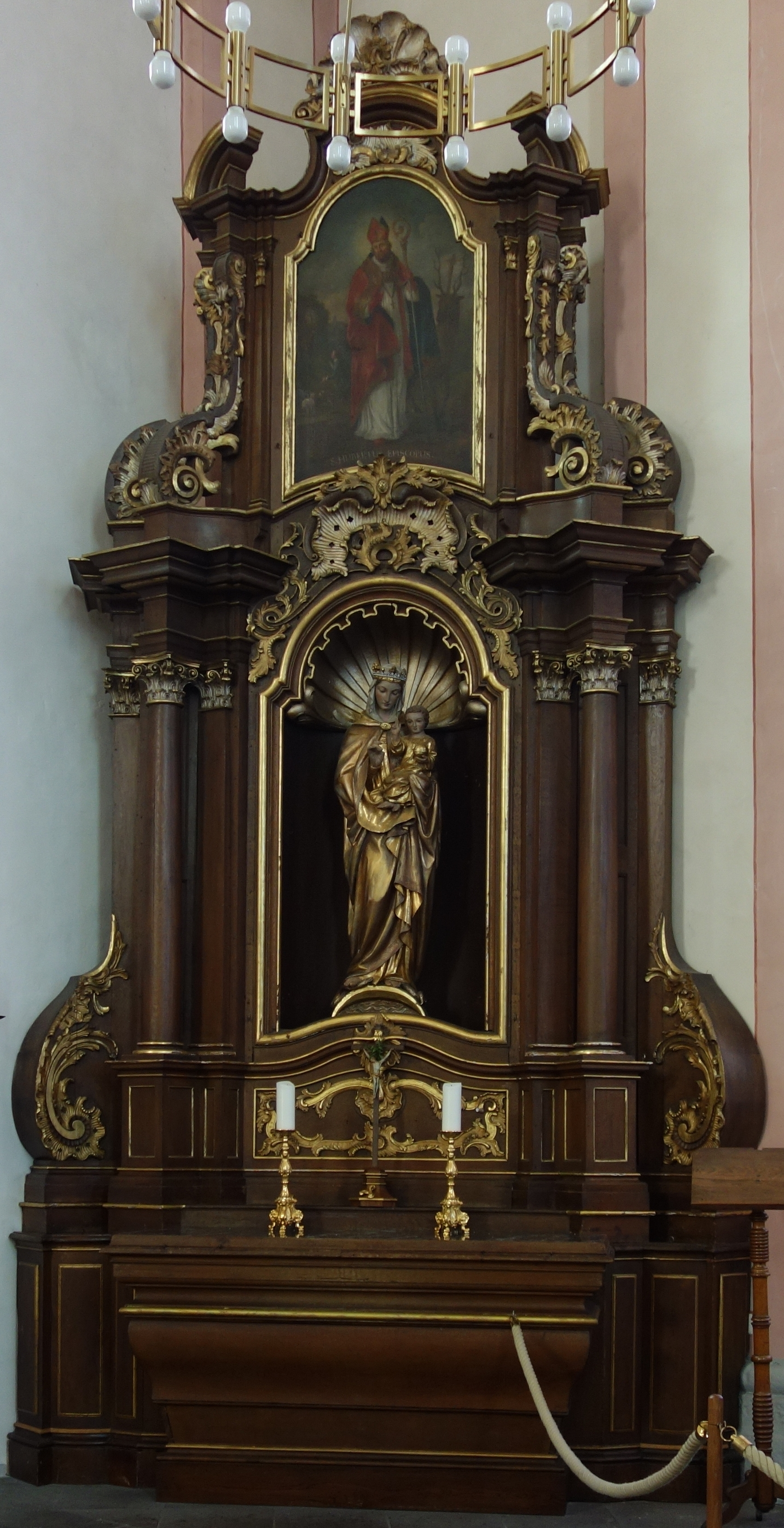
Linker Seitenaltar
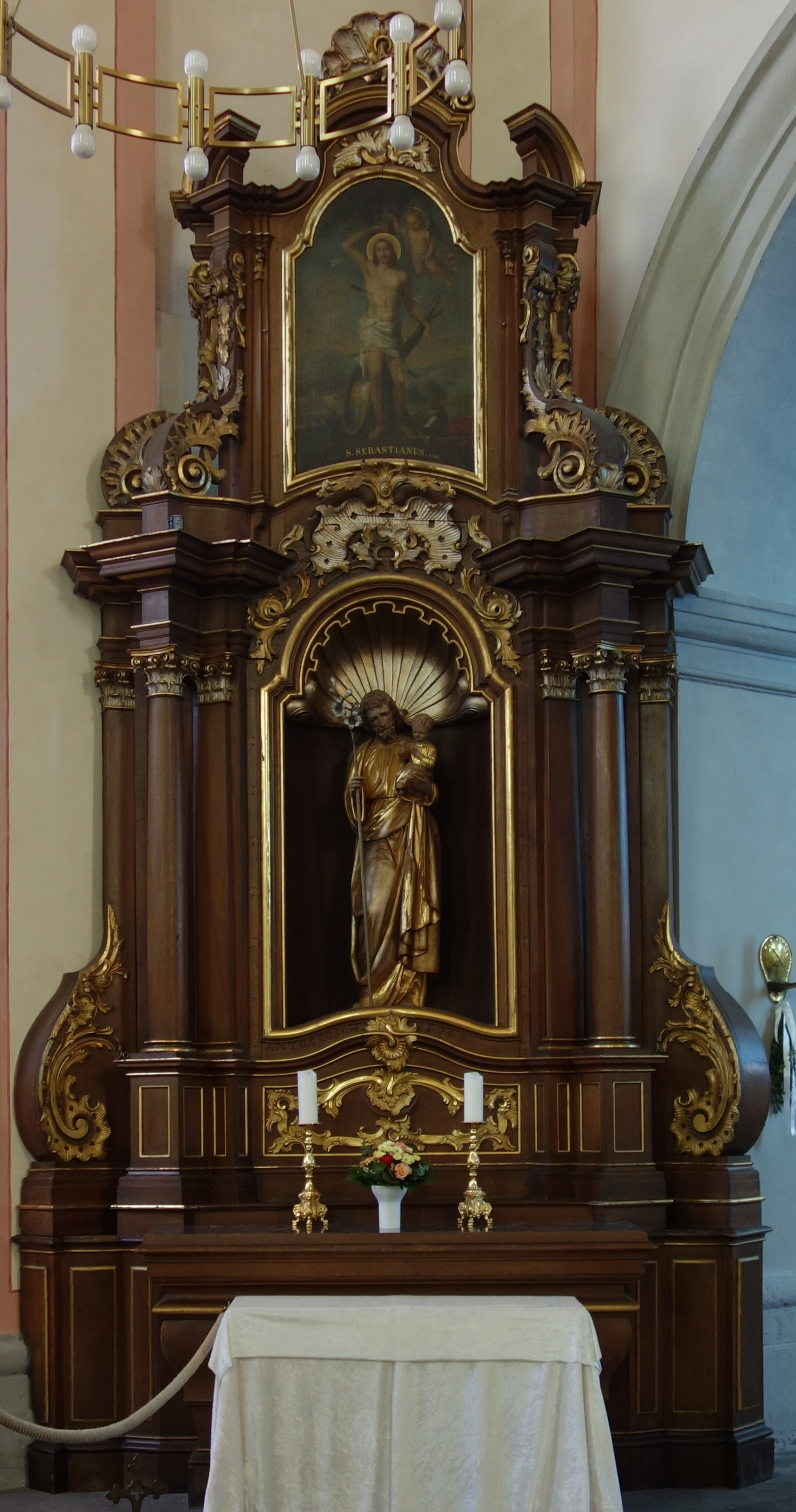
Rechter Seitenaltar
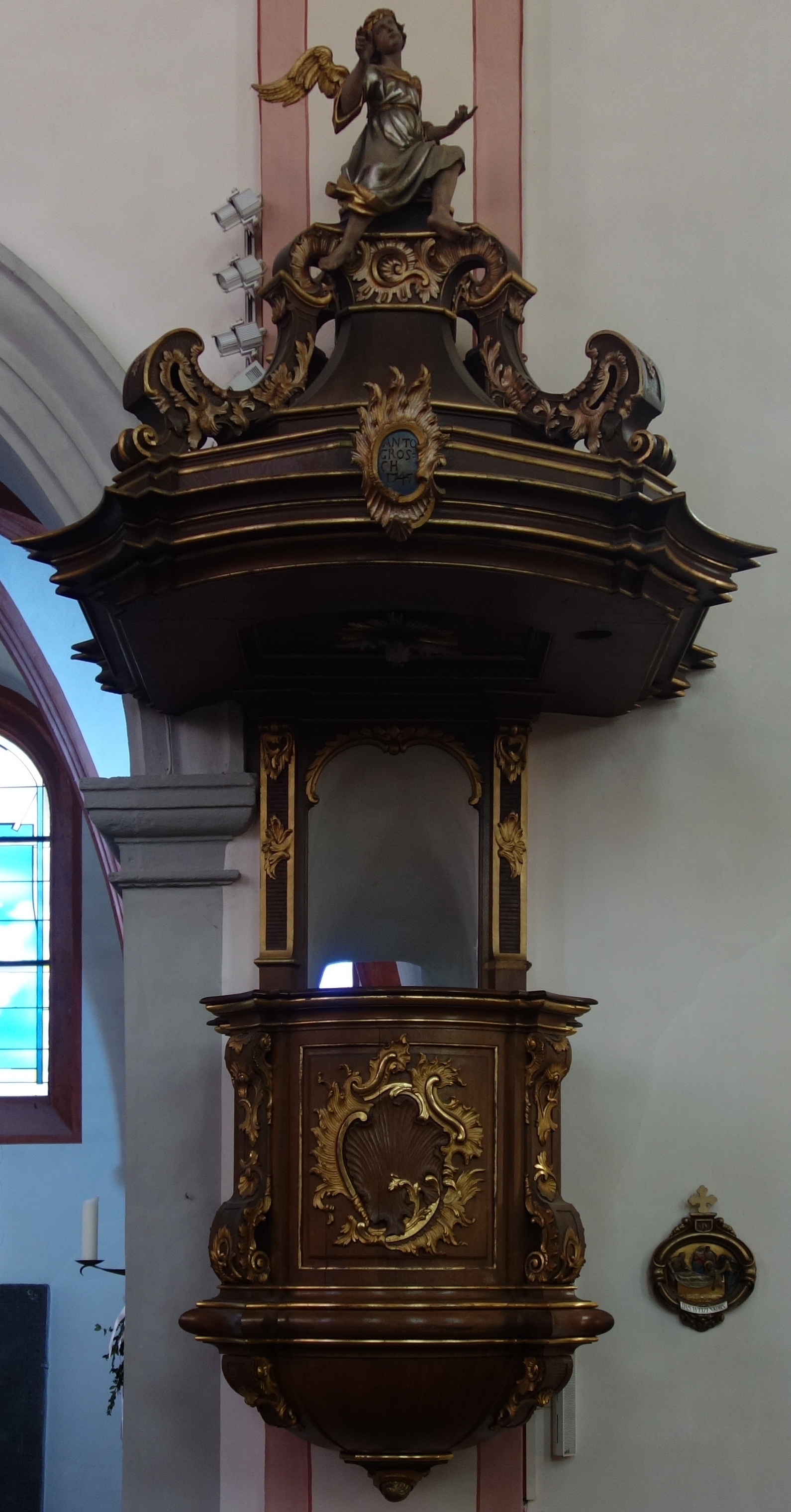
Kanzel
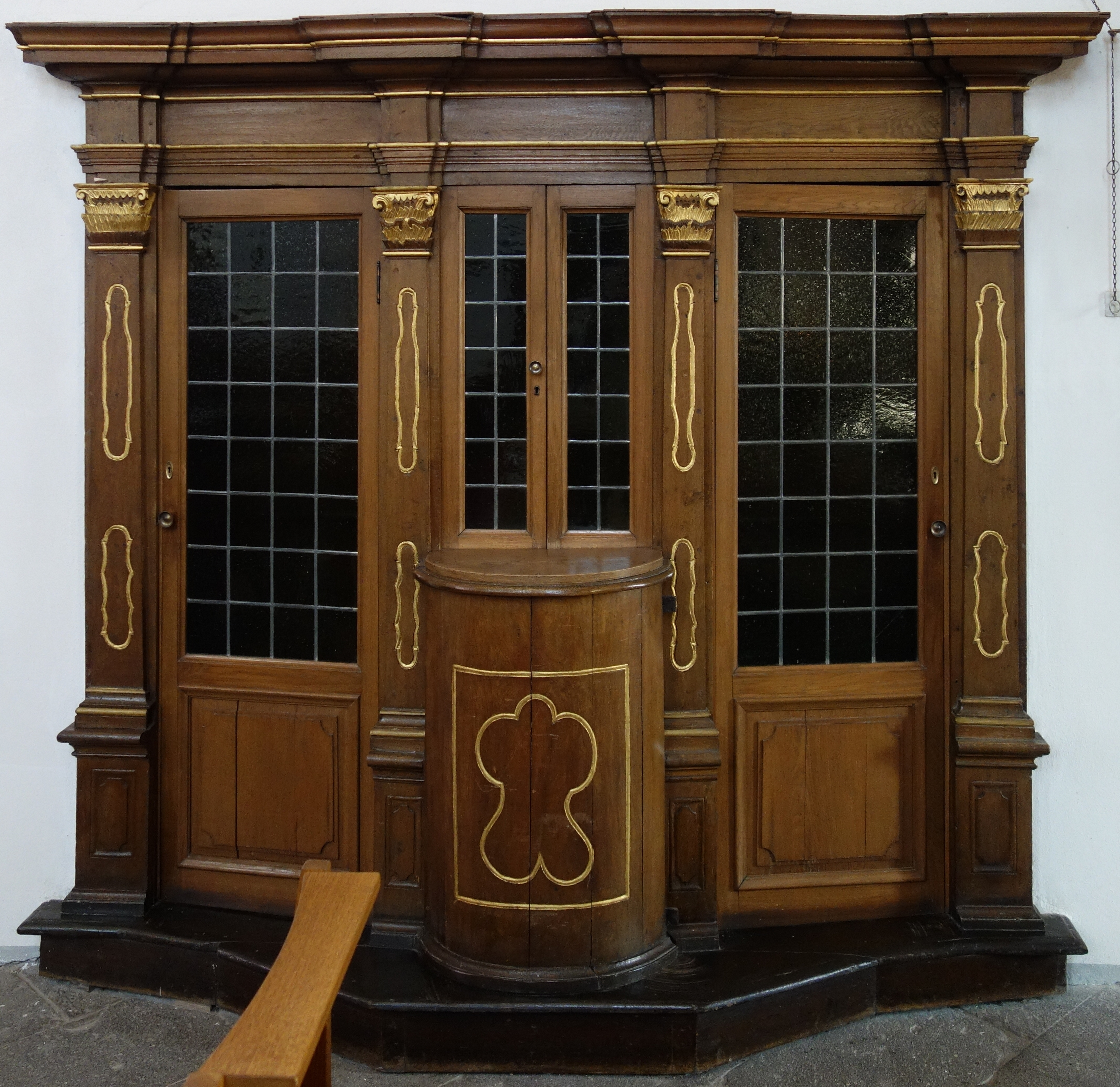
Beichtstuhl
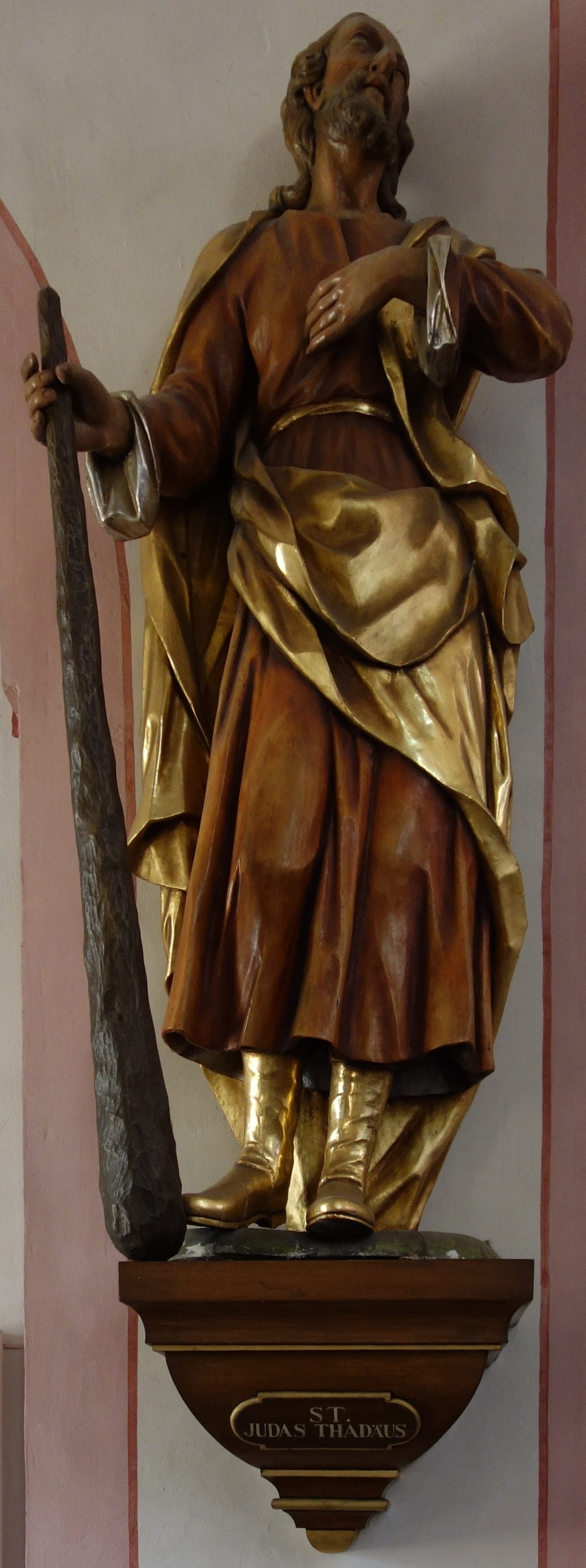
Apostel Judas Thaddäus
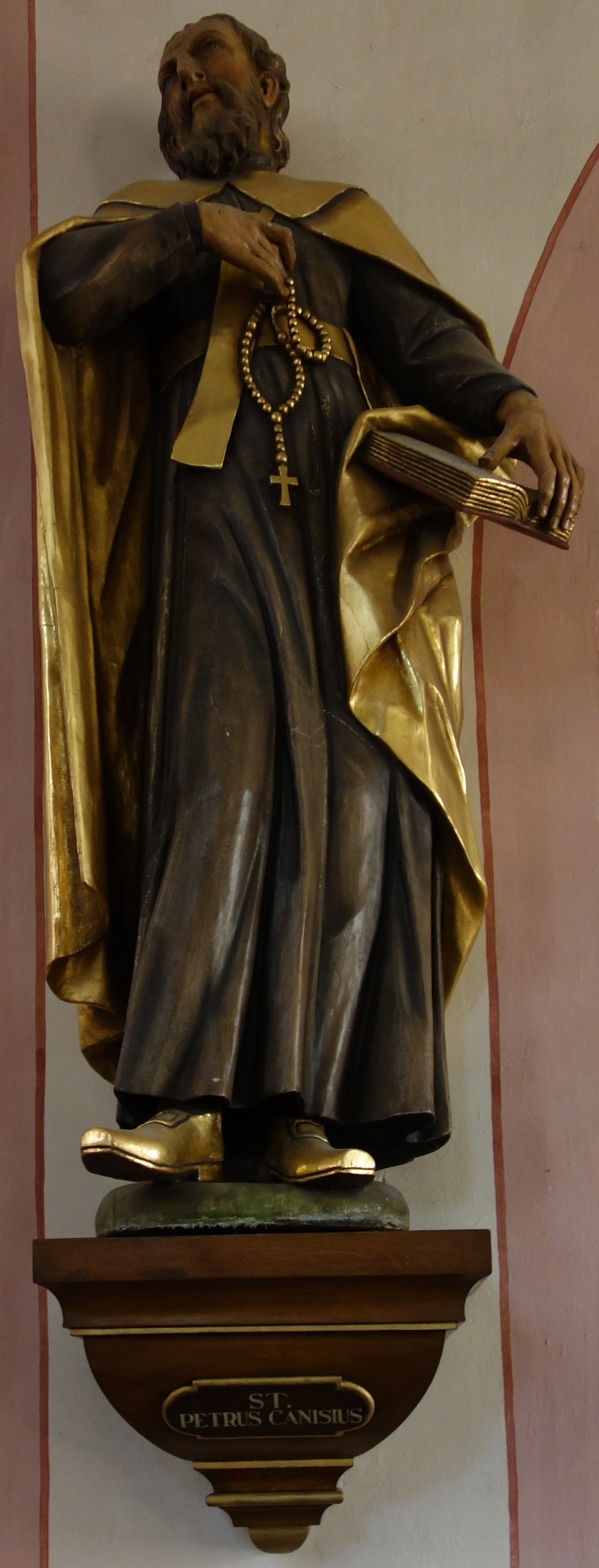
Petrus Canisius
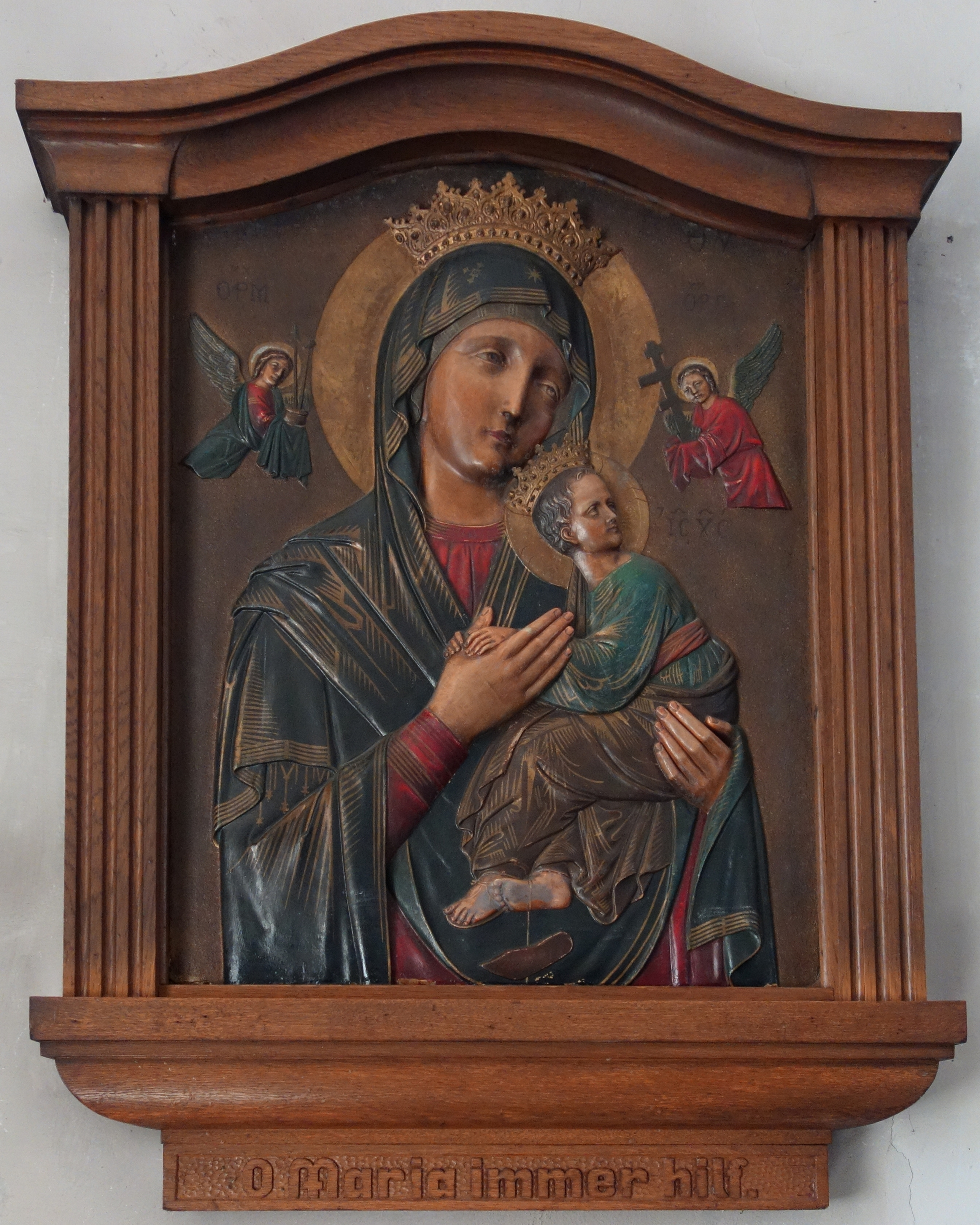
Wandrelief Maria Hilf
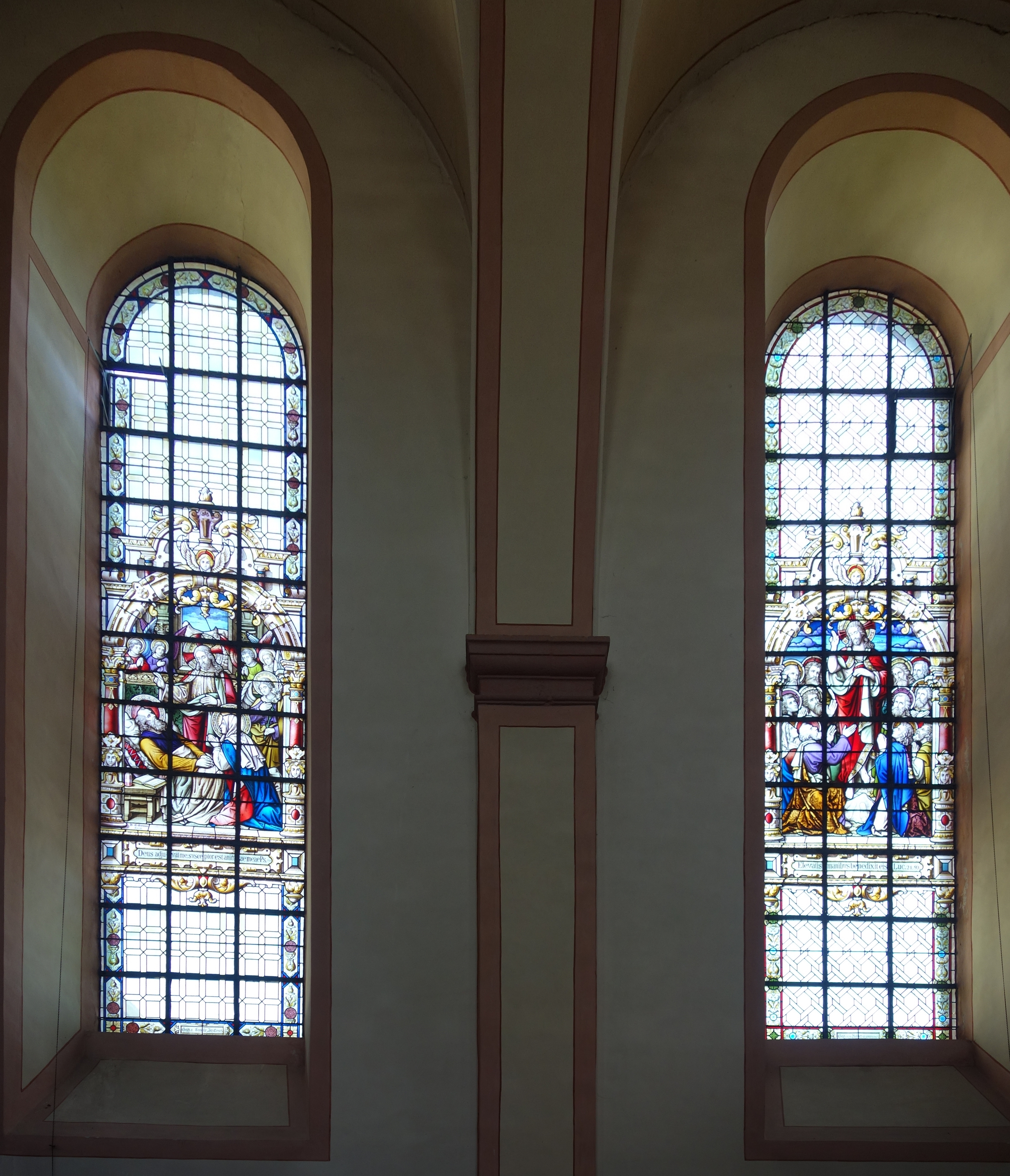
Kirchenfenster
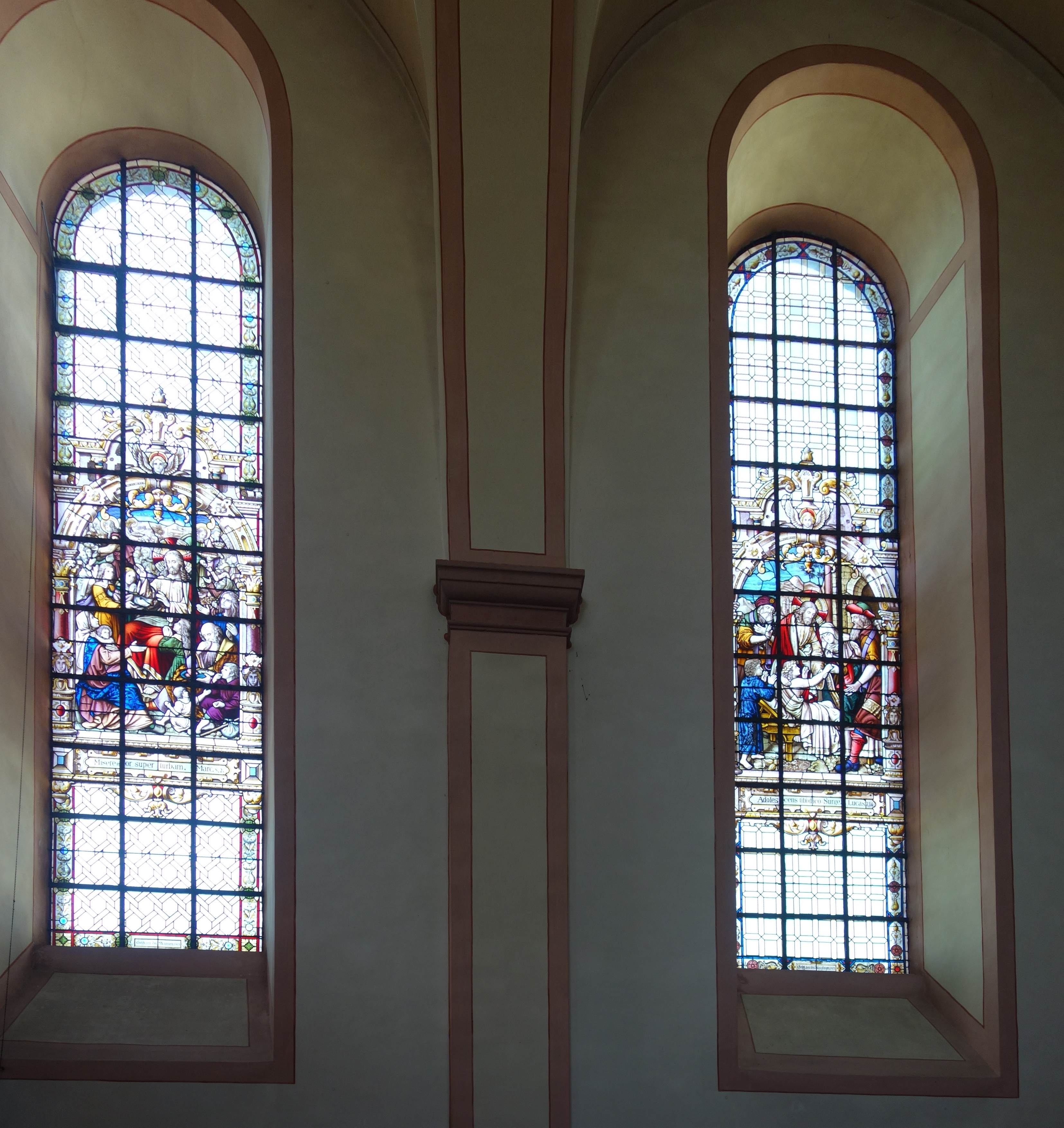
Kirchenfenster

Die 14 Kreuzwegstationen weisen eine Besonderheit auf. Statt mit den biblischen Sätzen sind sie mit jeweils nur einem Wort, das zu dem jeweiligen Thema passt, untertitelt.

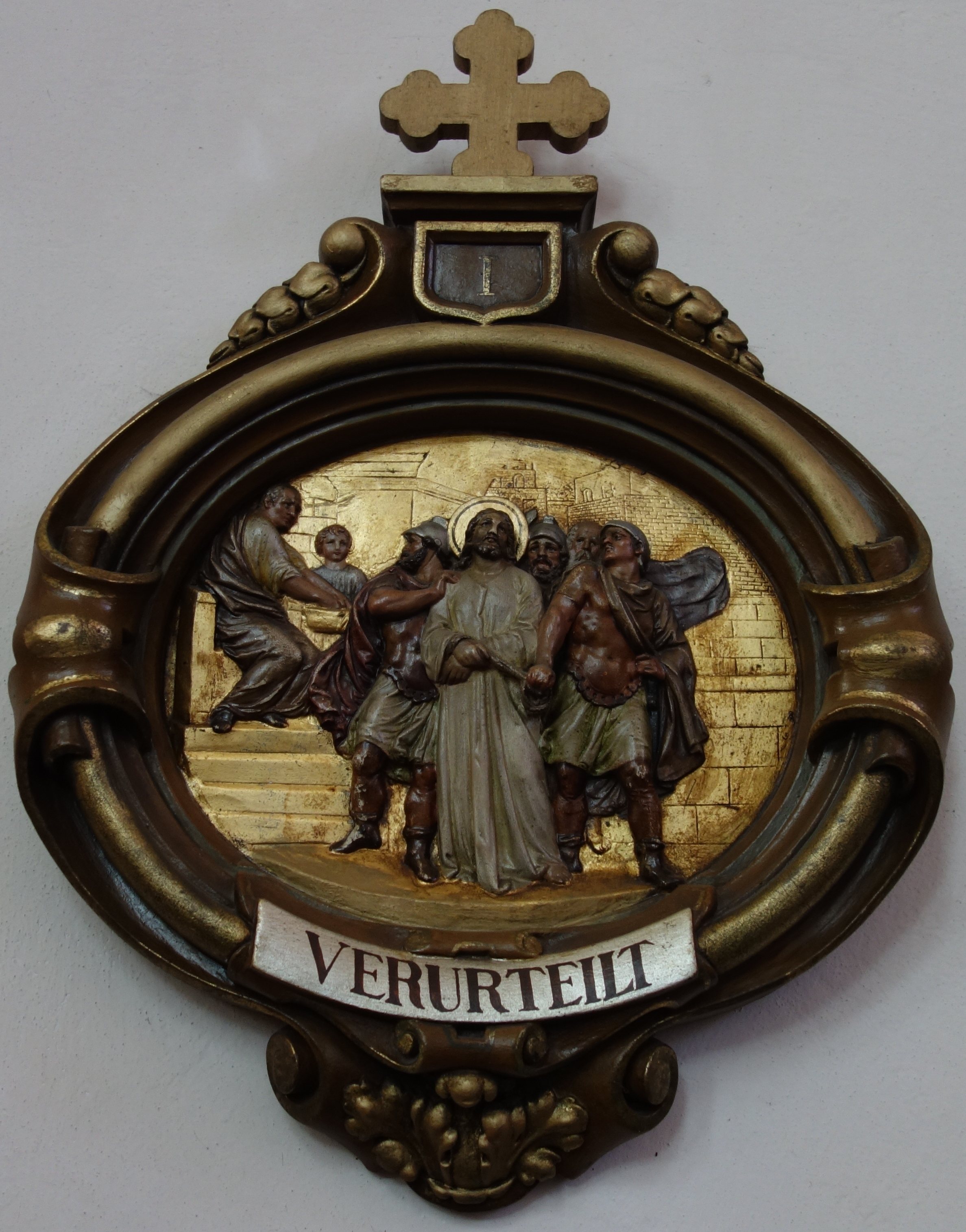
Station 1: „VERURTEILT“
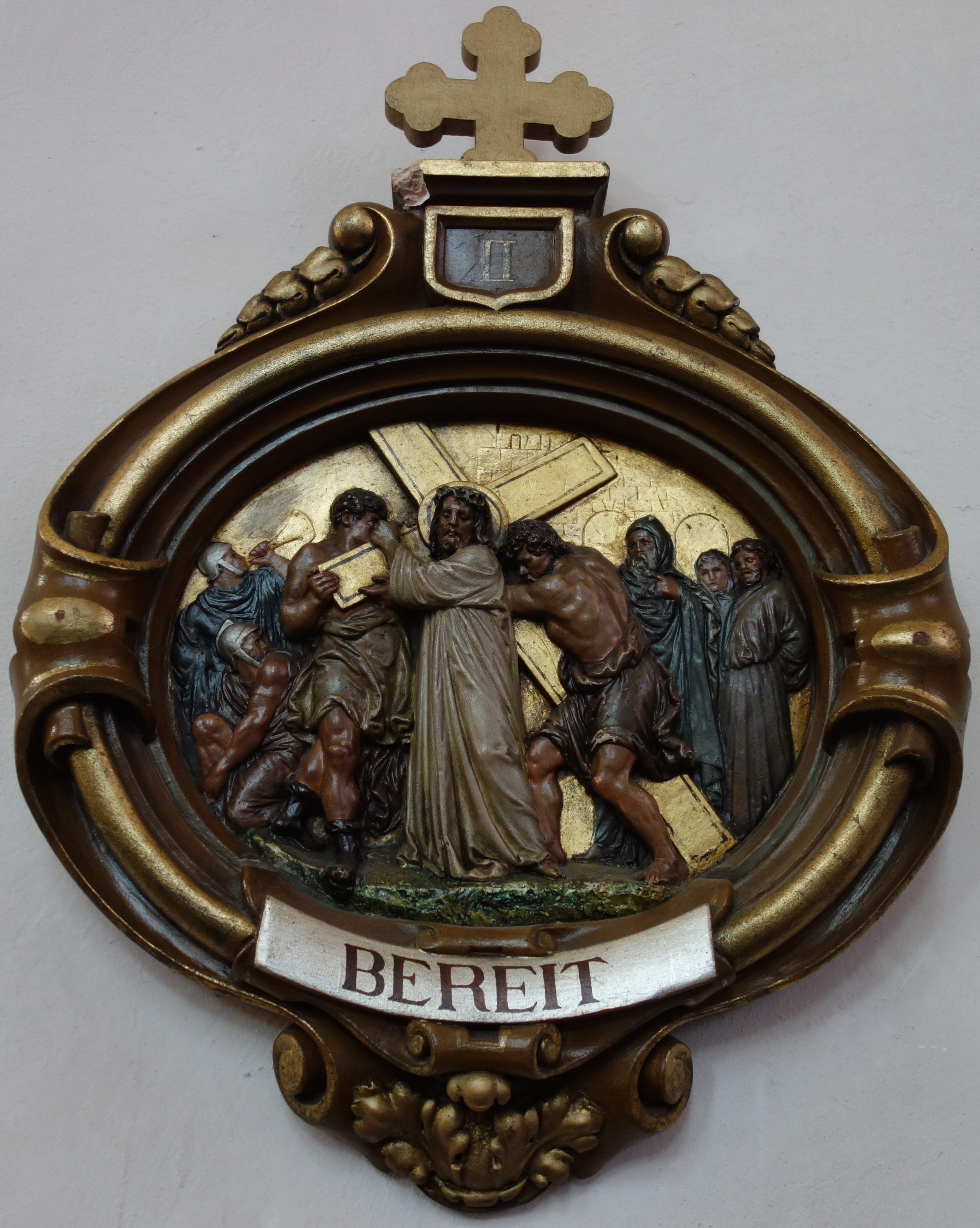
Station 2: „BEREIT“
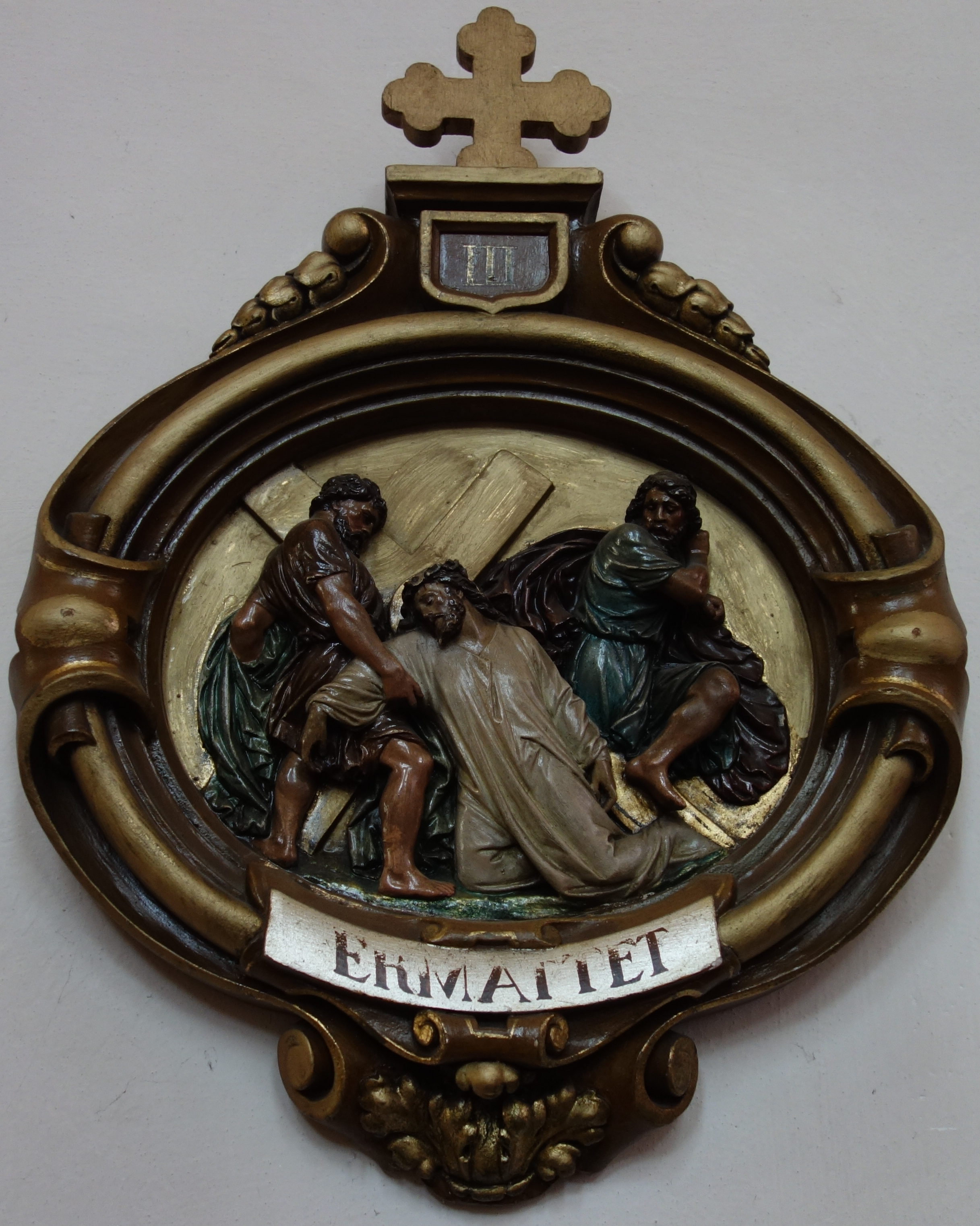
Station 3: „ERMATTET“
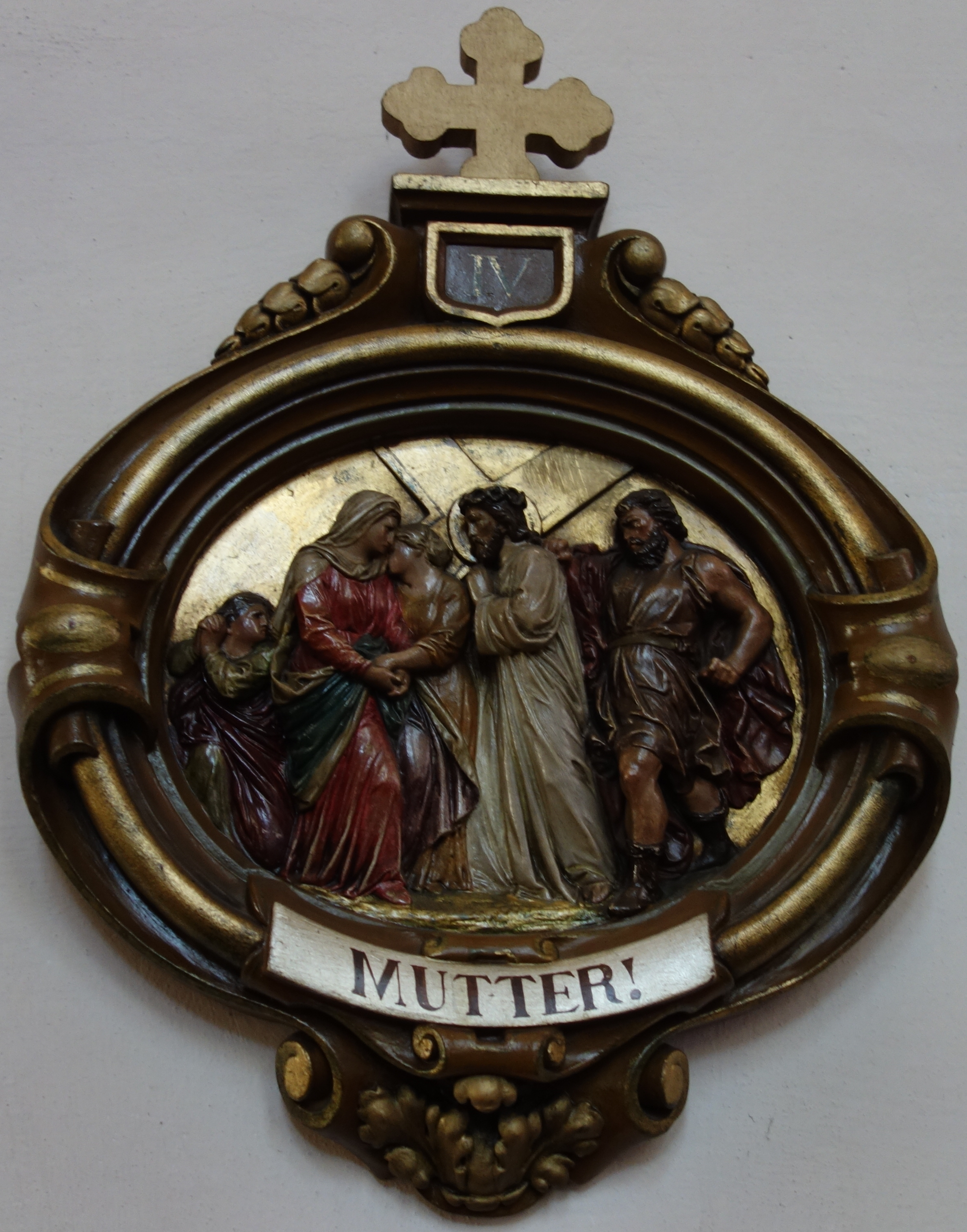
Station 4: „MUTTER!“
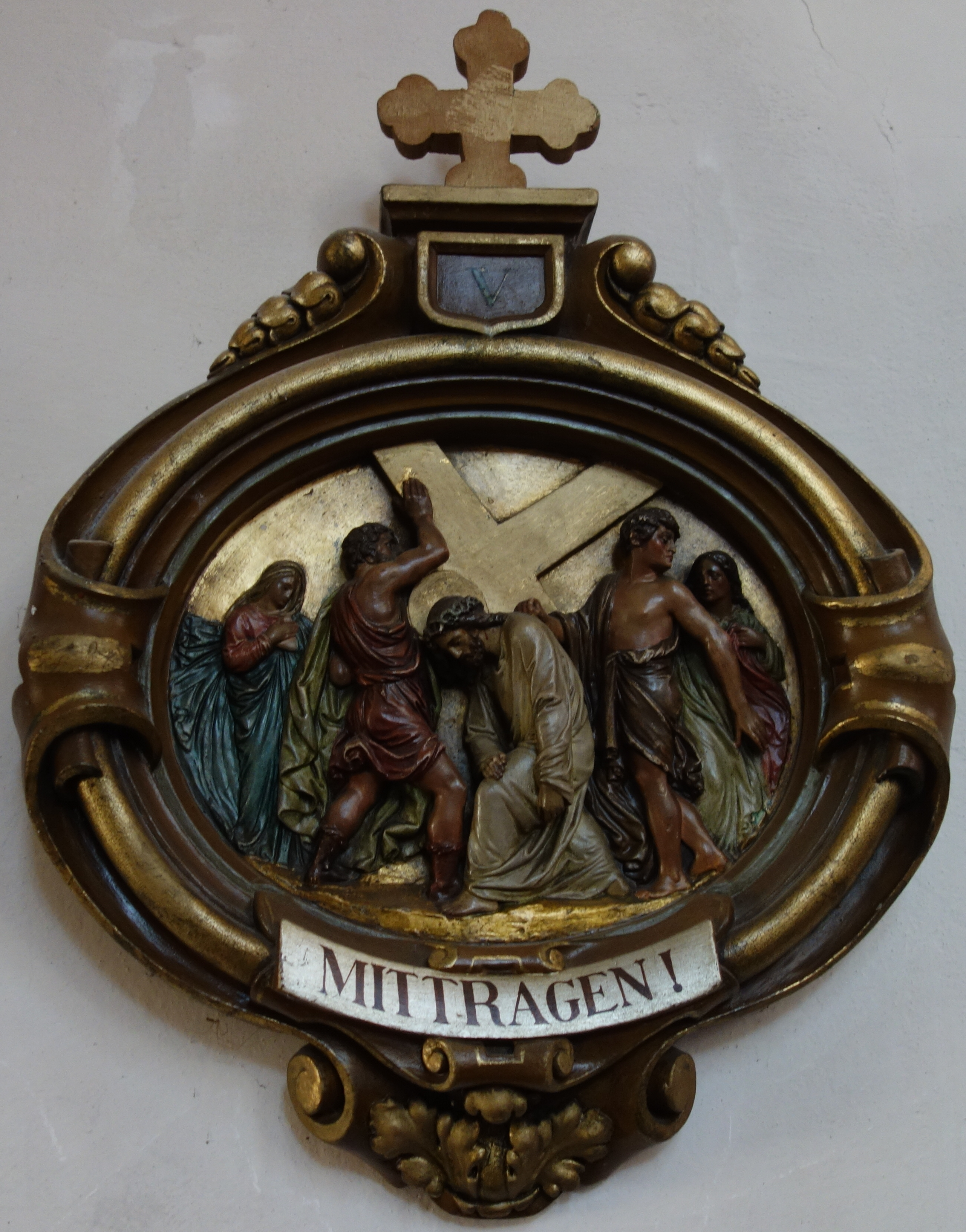
Station 5: „MITTRAGEN!“
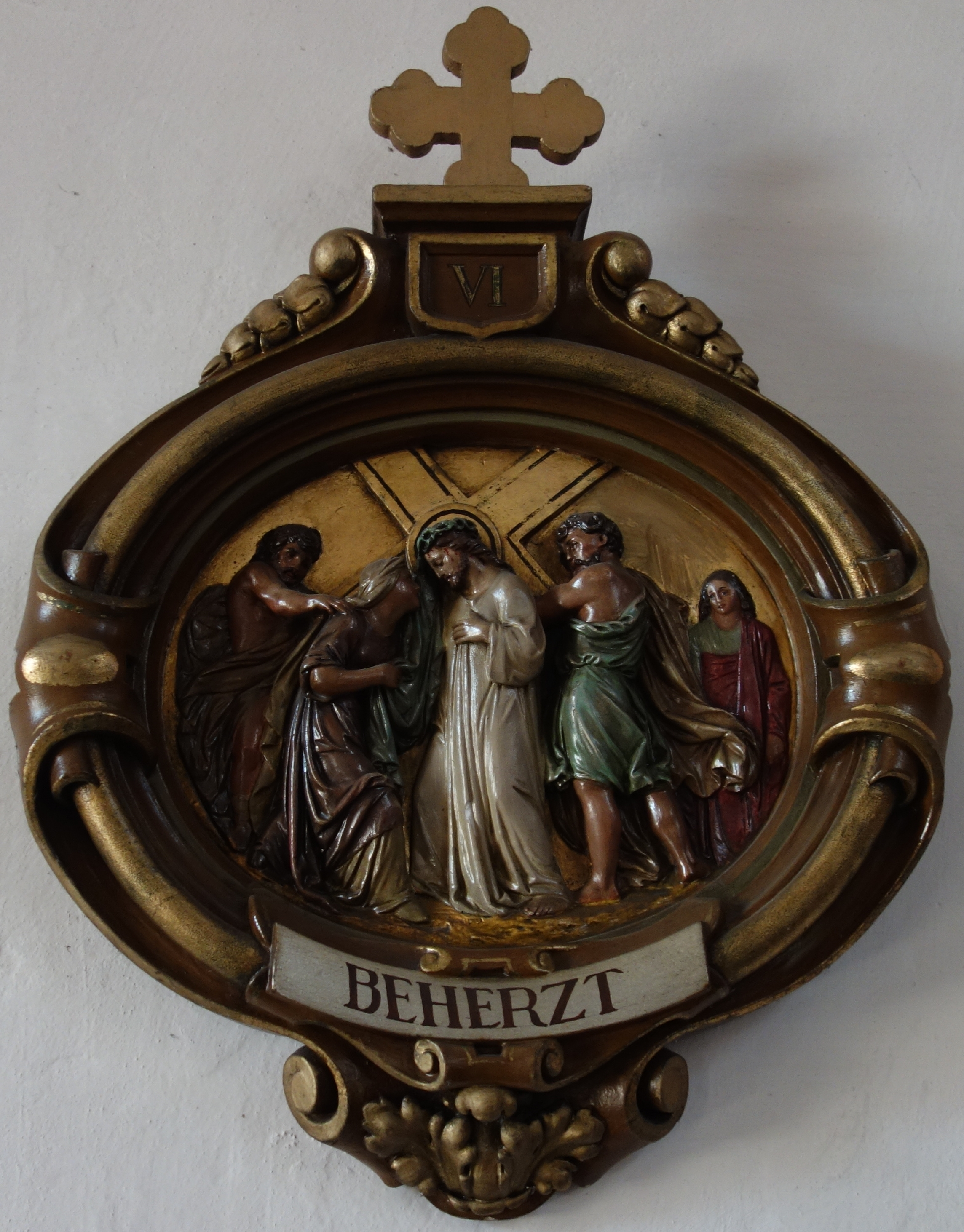
Station 6: „BEHERZT“
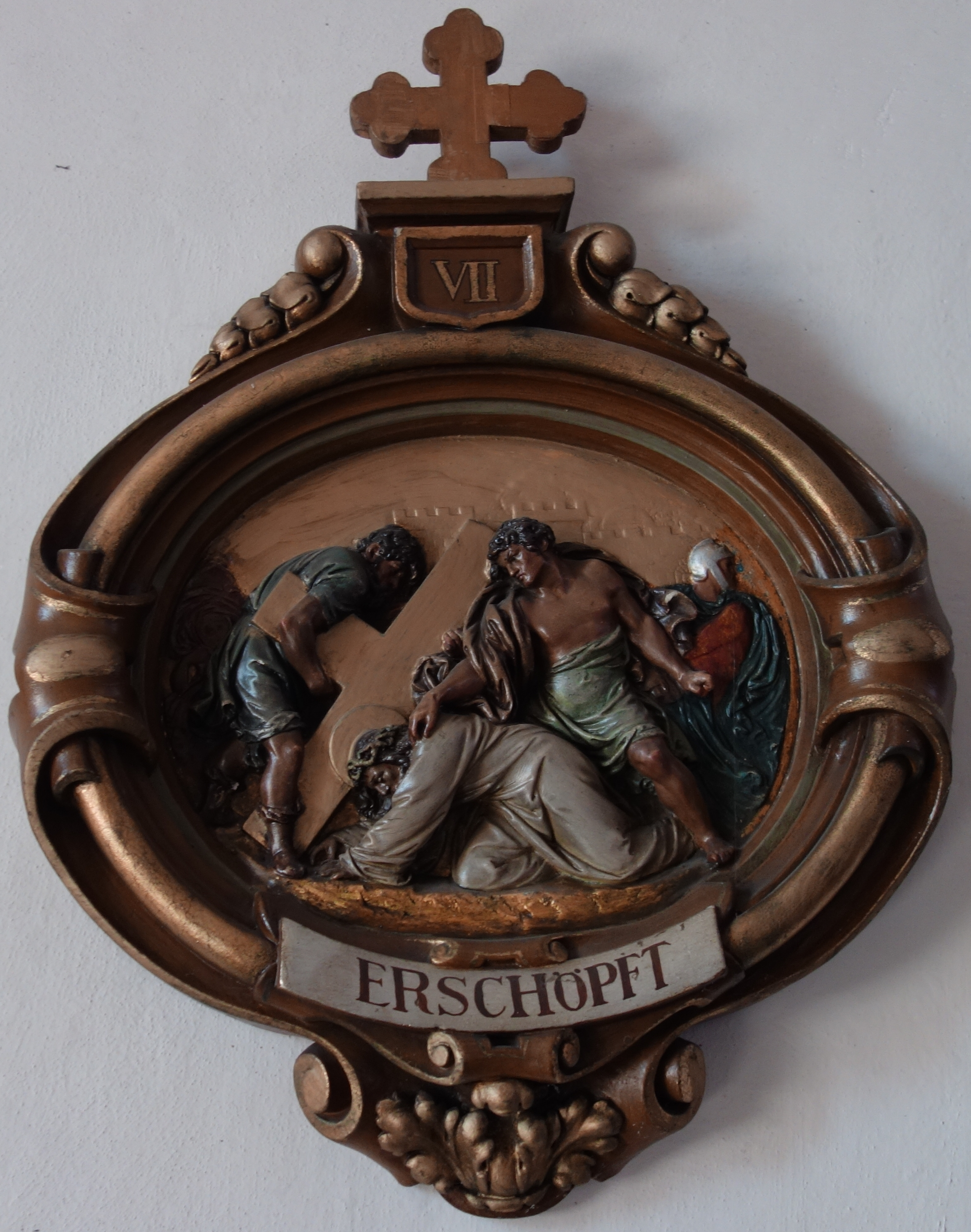
Station 7: „ERSCHÖPFT“
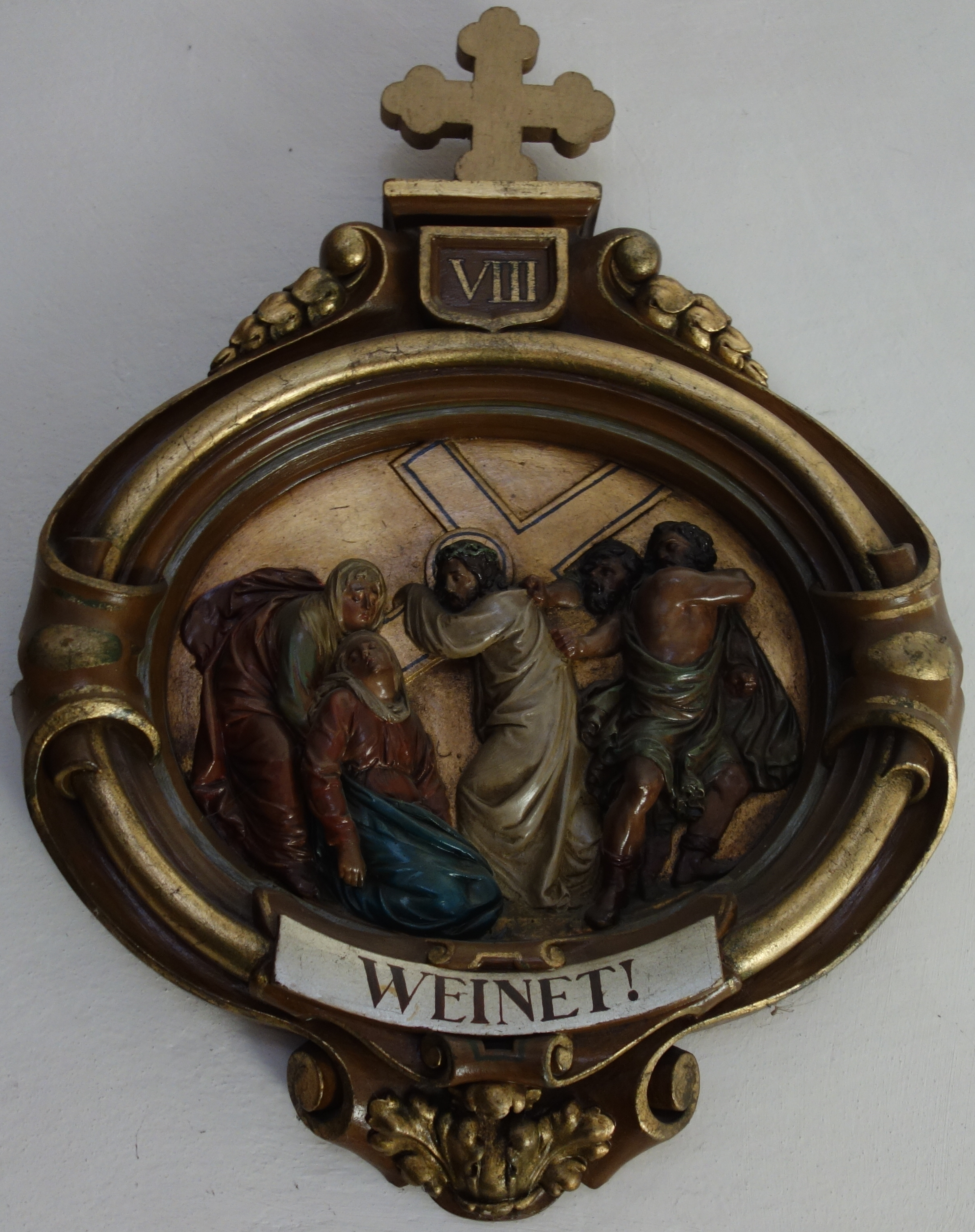
Station 8: „WEINET!“
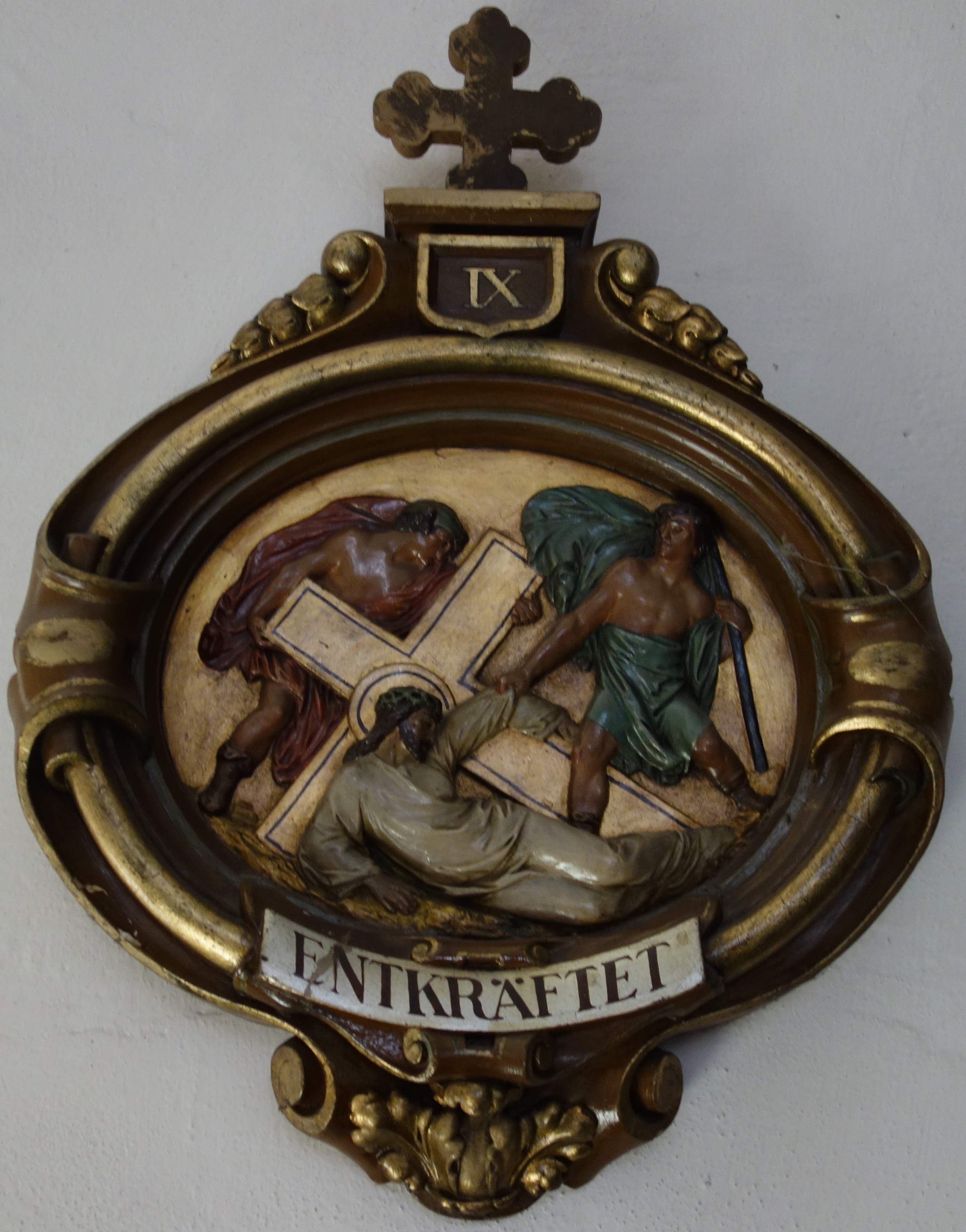
Station 9: „ENTKRÄFTET“
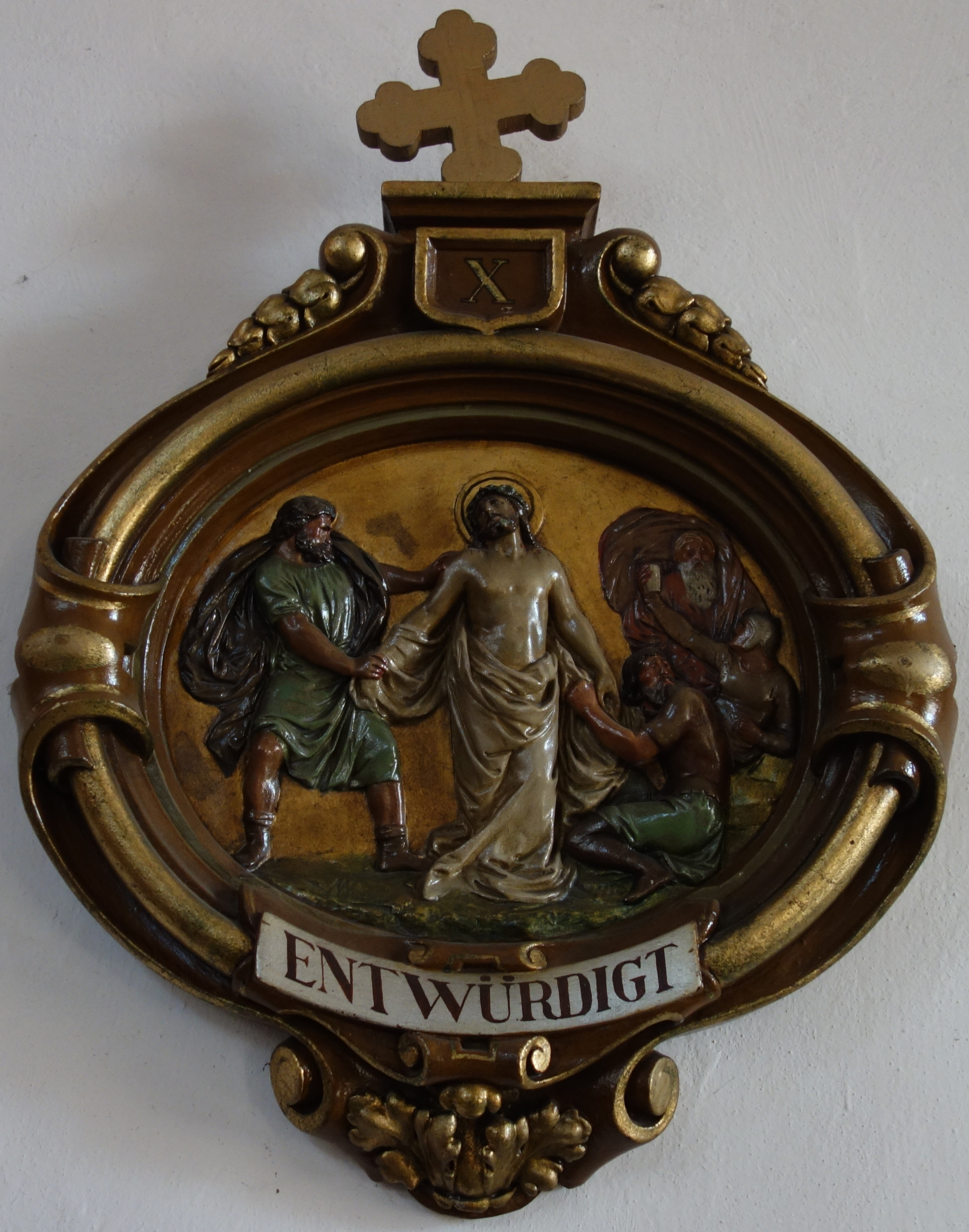
Station 10: „ENTWÜRDIGT“
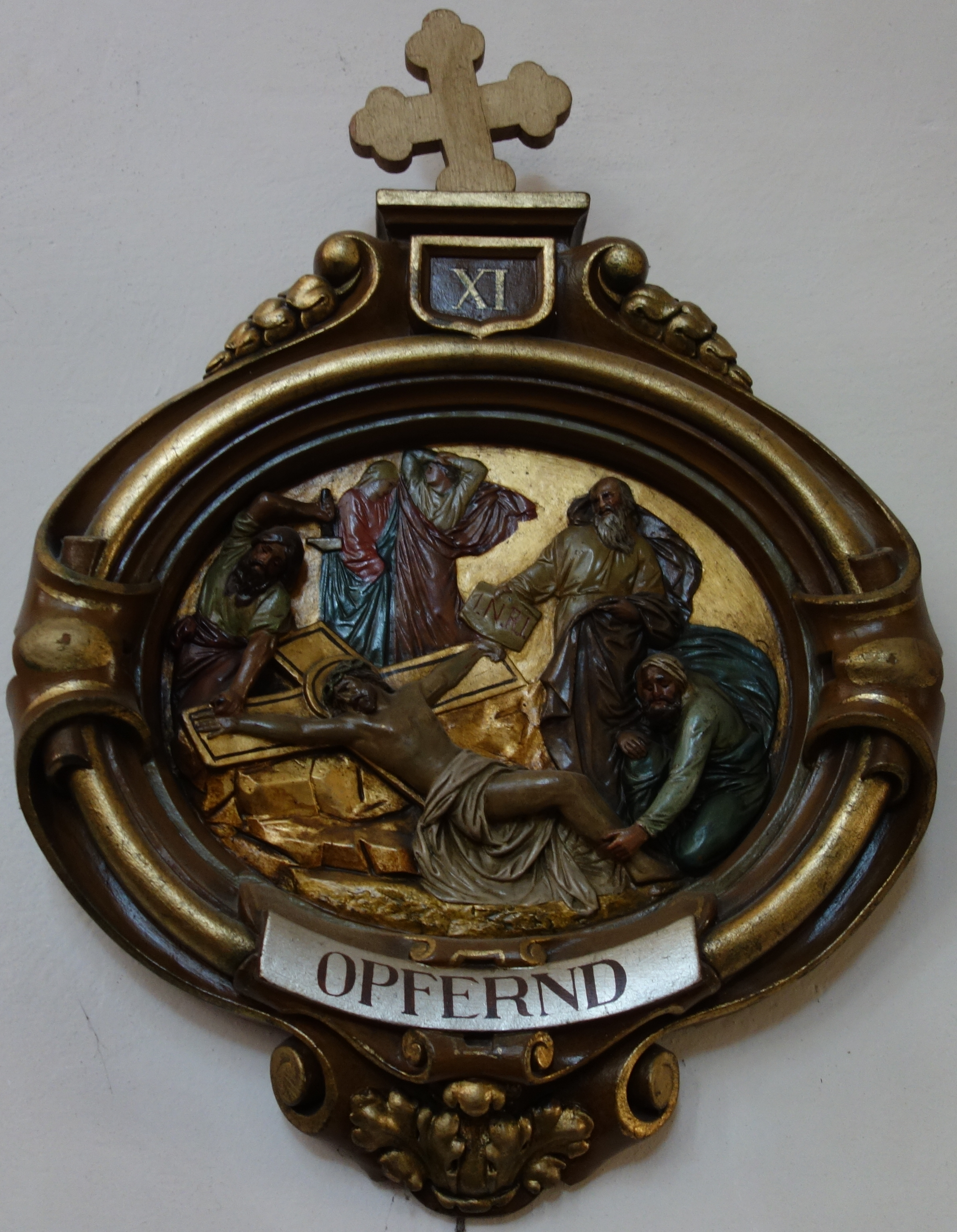
Station 11: „OPFERND“
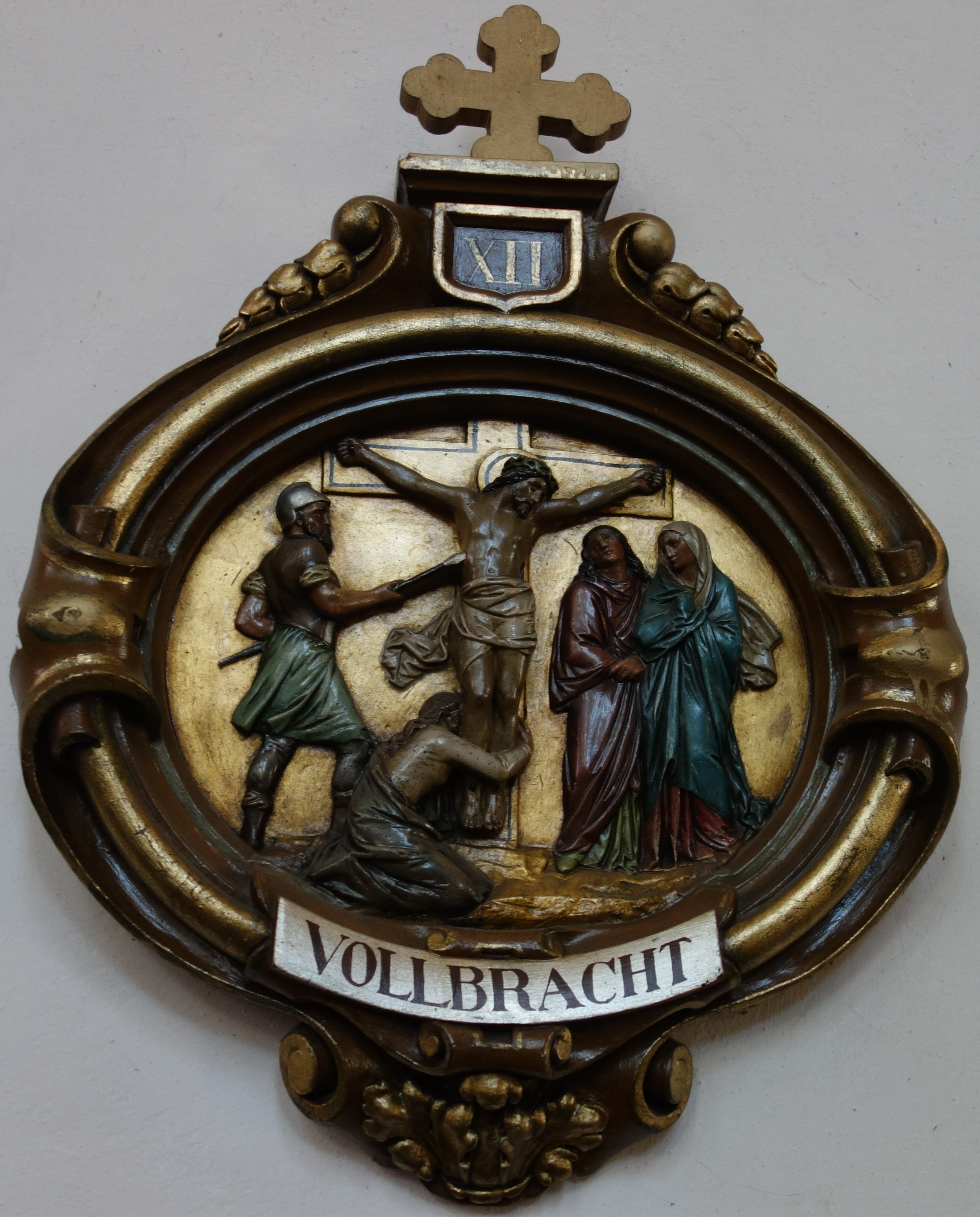
Station 12: „VOLLBRACHT“
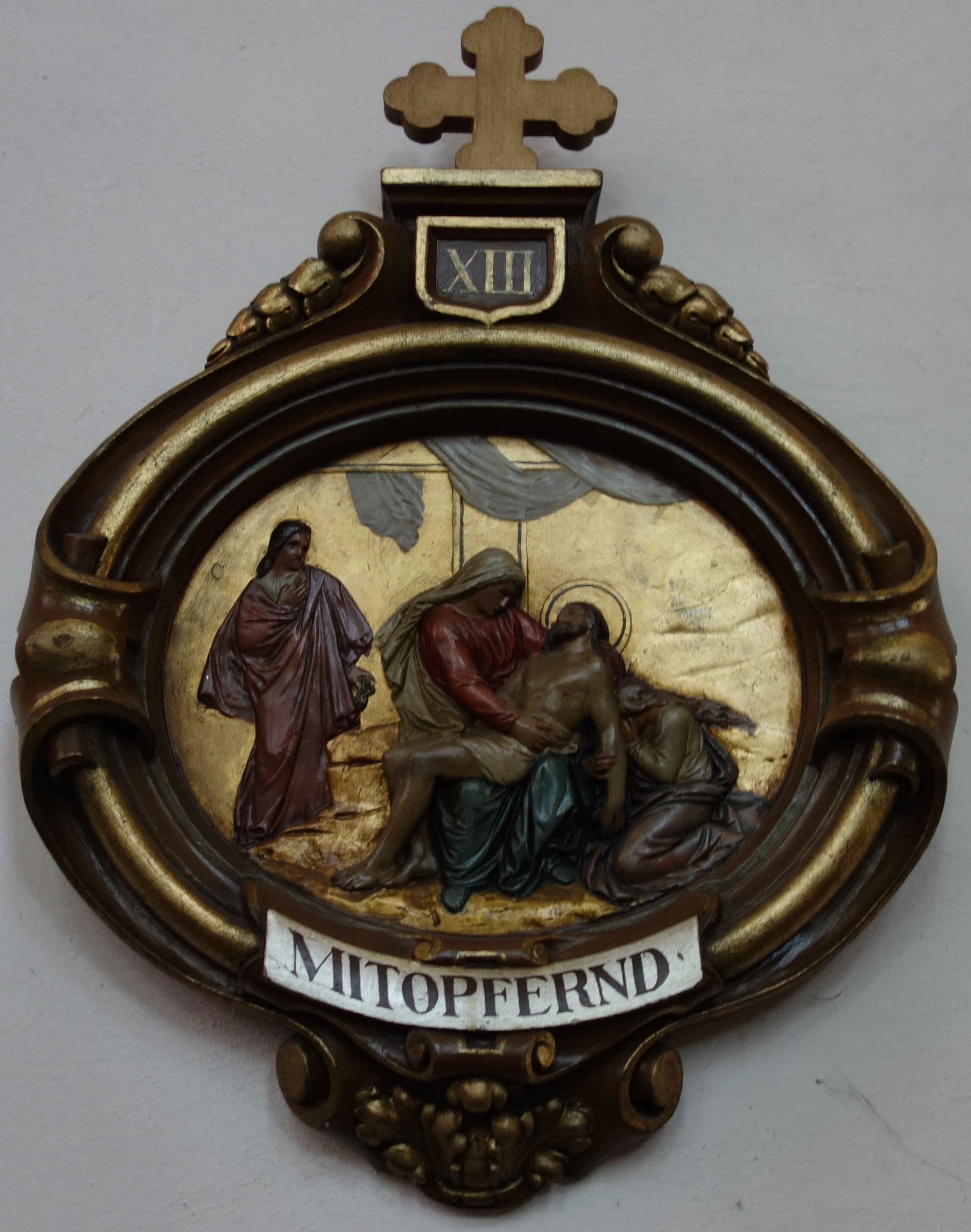
Station 13: „MITOPFERND“
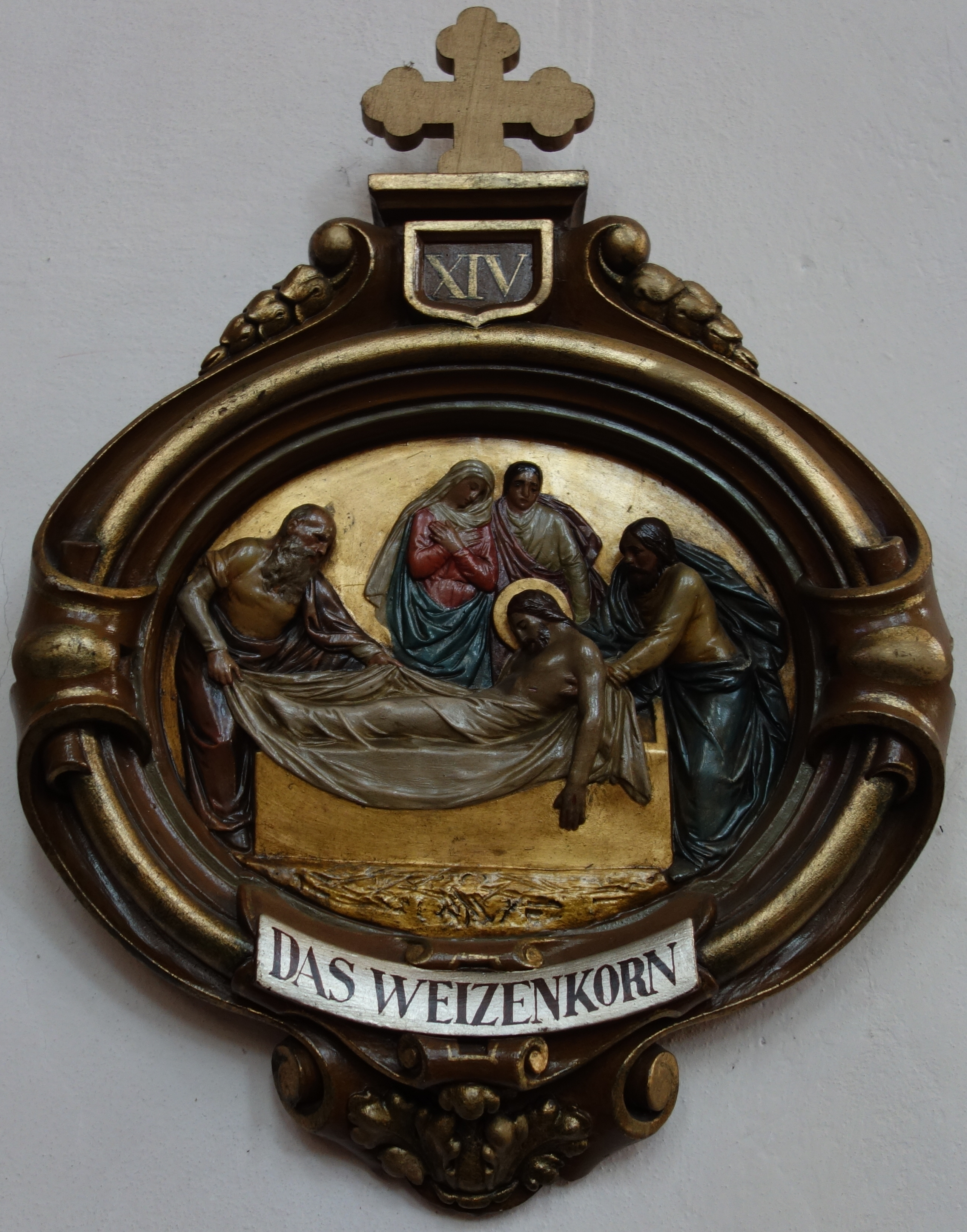
Station 14: „DAS WEIZENKORN“

## Orgel

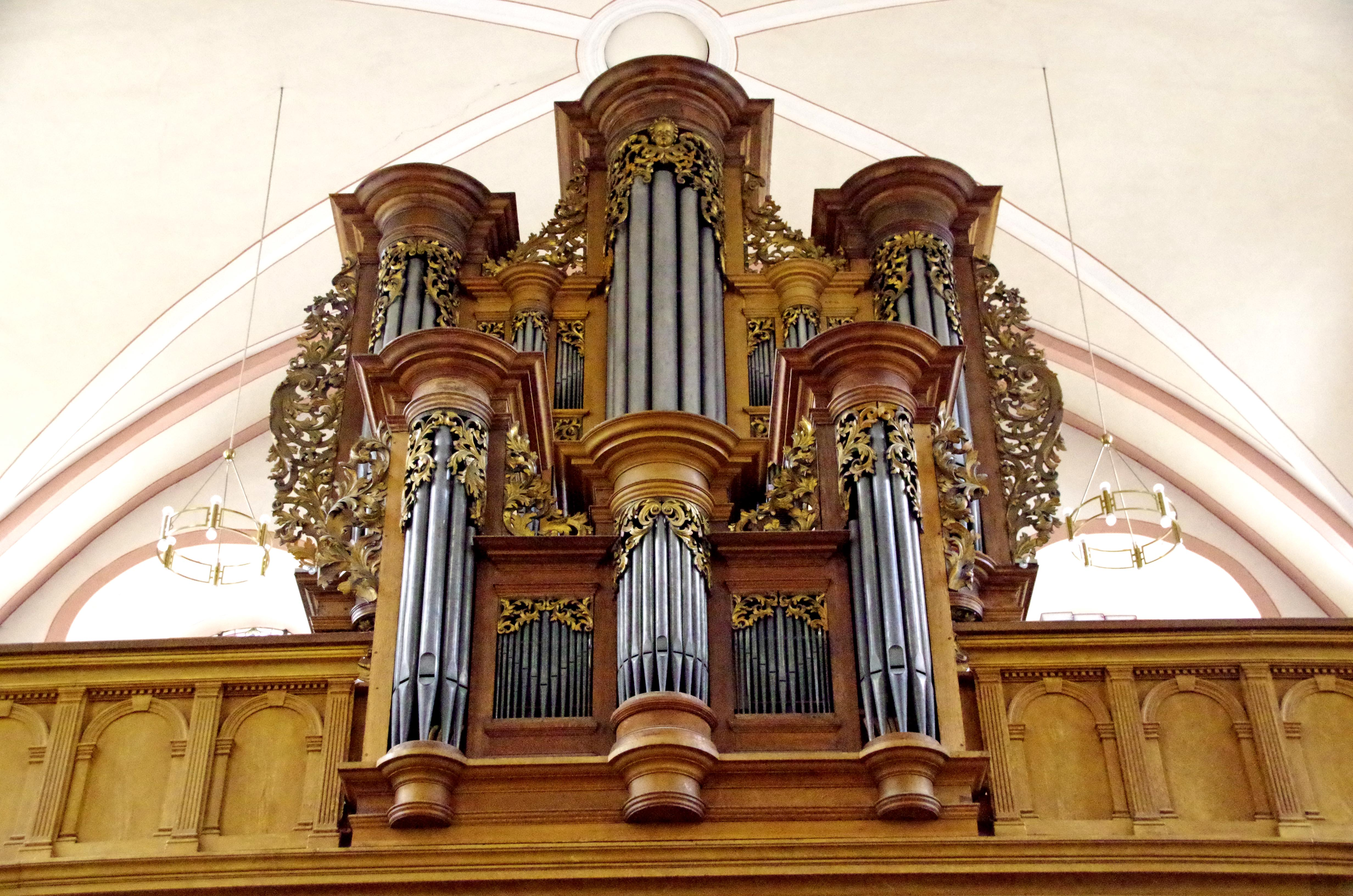
Stumm-Orgel

Die Orgel von 1735 auf der Westempore ist eines der bedeutendsten Werke des Orgelbauers Johann Michael Stumm. Johann Stockhausen führte 1897 eine Reparatur durch. 1954 erfolgte eine Renovierung durch Orgelbauer Borchert von der Firma Kemper. Aufgrund von Mängeln in der Traktur war sie ab 1966 kaum noch spielbar. Nach Abbruch einer vorgebauten Empore erfolgte 1970 eine Restaurierung durch die Gebrüder Oberlinger, bei der das Rückpositiv wieder in die Brüstung eingefügt wurde, der Pedalumfang jedoch mittels Blindkanzellen auf 27 Töne erweitert wurde. Bis auf die Register Trompet und Mixtur ist das Werk erhalten. Es verfügt über 28 Register auf drei Manualen und Pedal:
| I Rückpositiv C–c3 |                    |    |
| 1.                 | Hohlpfeif          | 8′ |
| 2.                 | Salicional (ab c1) | 8′ |
| 3.                 | Principal          | 4′ |
| 4.                 | Rohrflöt           | 4′ |
| 5.                 | Quint              | 3′ |
| 6.                 | Octav              | 2′ |
| 7.                 | Mixtur III         | 1′ |
| 8.                 | Vox humana         | 8′ |
|                    | Tremulant          |    |

| II Hauptwerk C–c3 |                   |        |
| 9.                | Großgedackt       | 16′    |
| 10.               | Principal         | 8′     |
| 11.               | Hohlpfeif         | 8′     |
| 12.               | Gamba (ab c1)     | 8′     |
| 13.               | Octav             | 4′     |
| 14.               | Flöt              | 4′     |
| 15.               | Quint             | 3′     |
| 16.               | Octav             | 2′     |
| 17.               | Tertz             | 1 3⁄5′ |
| 18.               | Cornet IV (ab c1) |        |
| 19.               | Mixtur IV         | 1'     |
| 20.               | Trompet B+D       | 8′     |

| III Echowerk C–c3 |                 |       |
| 21.               | Hohlpfeif       | 8′    |
| 22.               | Flöt            | 4′    |
| 23.               | Salicional      | 2′/4′ |
| 24.               | Octav           | 2′    |
| 25.               | Quint           | 1 ⁄2′ |
| 26.               | Trompet (ab c1) | 8′    |
|                   | Tremulant       |       |

| Pedalwerk C–d1 |          |     |
| 27.            | Subbaß   | 16′ |
| 28.            | Octavbaß | 8′  |

- Koppeln: I/II (Schiebekoppel), II/P

Anmerkungen
1. ↑  C-h0 2′, ab c1 4′
2. ↑  C-h0 1 1⁄3′, ab c1 2 2⁄3′
3. ↑   1970 erweitert, ursprünglich bis f0

## Denkmalschutz
Die Pfarrkirche St. Laurentius ist in der Liste der Kulturdenkmäler in Leutesdorf verzeichnet.